# Haag
Haag (nizozemsky  Den Haag, dřívější oficiální název zněl  ’s-Gravenhage) je třetí největší město Nizozemska. Žije zde přibližně 548 tisíc obyvatel.
Haag je sídlo nizozemského panovníka, parlamentu a vlády, avšak podle čl. 32 ústavy je hlavním městem Nizozemského království Amsterdam. Také diplomatický sbor je usídlen v Haagu.
Haag je zároveň hlavním městem provincie Zuid-Holland (Jižní Holandsko), nacházející se na jihozápadě země. Aglomerace zvaná Randstad, ke které patří kromě Haagu především města Amsterdam, Haarlem, Rotterdam, Leiden a Utrecht, má dohromady přes 7,1 milionu obyvatel.

## Dějiny

### Založení města
Dějiny Haagu začaly v roce 1248, kdy hrabě holandský Vilém II. (v letech 1254–1256 také římsko-německý král) dal příkaz ke stavbě zámku na tomto místě. Z této doby pochází také úřední název města ’s-Gravenhage, který lze přeložit jako „Hraběcí obora“.

### Nepokoje v červnu 2015
Koncem června 2015 vypukly v městské čtvrti Schilderswijk, ve které žije mnoho přistěhovalců, velké nepokoje, které trvaly čtyři dny. Počátkem vlny násilí byla smrt 42letého muže z Aruby v Nizozemských Antilách v průběhu hudebního festivalu o předchozím víkendu. Tento muž jménem Mitch Henriquez, který byl v Haagu na návštěvě příbuzných, byl bez skutečného důvodu zadržen pěti policisty (domněnka, že má zbraň, se nepotvrdila) a při jejich zákroku se udusil. Všichni tito policisté byli následně postaveni mimo službu, avšak násilnosti, ničení a zakládání požárů pokračovaly. Nad městem ustavičně kroužily vrtulníky. Ministerský předseda Mark Rutte násilí demonstrantů ostře odsoudil.

## Mezinárodní organizace

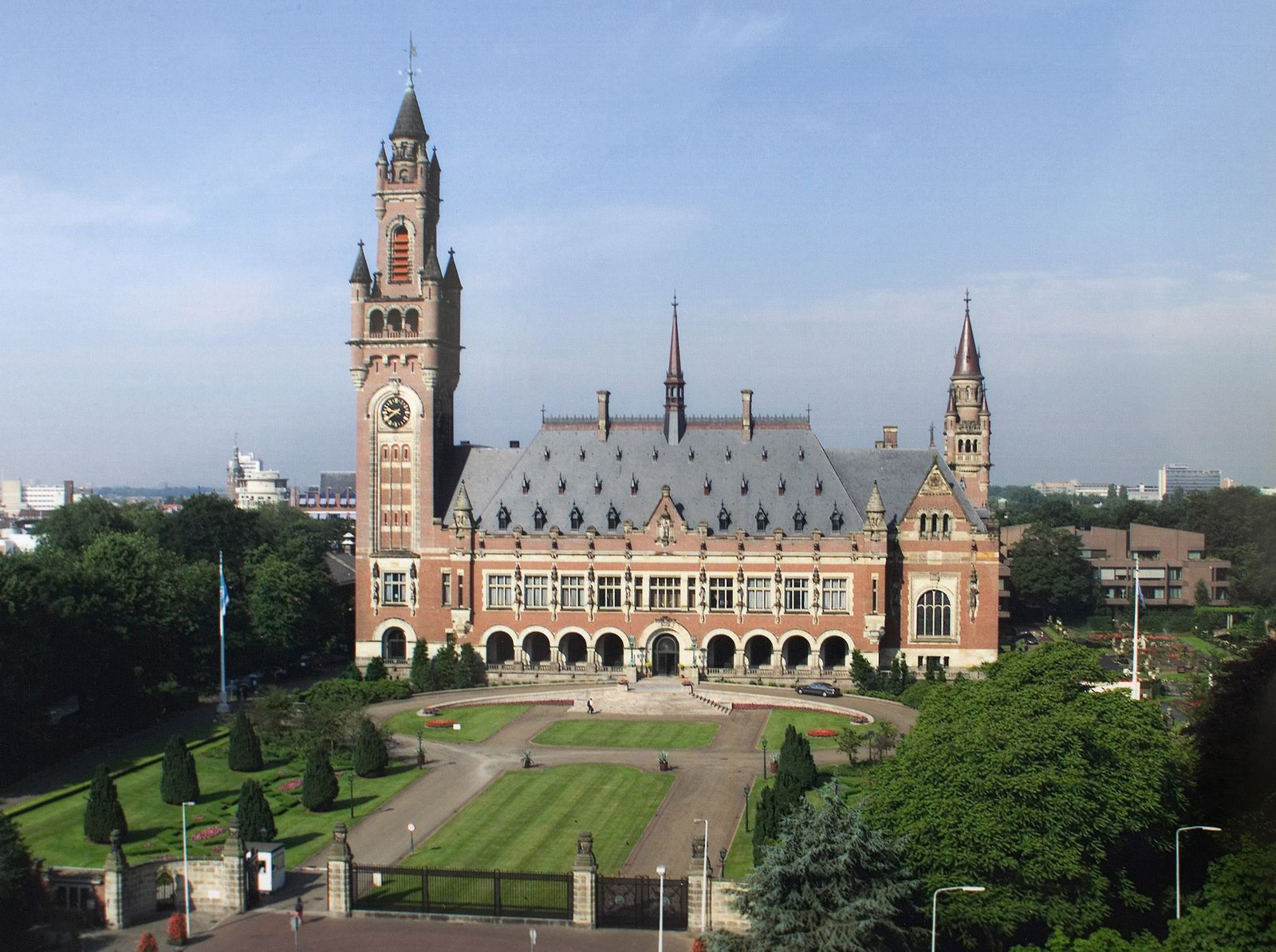
Budova Paláce míru (Vredespaleis), kde sídlí Mezinárodní soudní dvůr

Haag je významný z hlediska mezinárodní politiky a mezinárodního soudnictví. Má v něm sídlo přes 150 mezinárodních organizací. Mezi hlavní instituce sídlící v Haagu patří například:
- Mezinárodní soudní dvůr
- Mezinárodní trestní tribunál pro bývalou Jugoslávii
- Mezinárodní trestní soud
- Stálý rozhodčí soud
- Europol
- Eurojust

Další velká mezinárodní instituce, Evropský patentový úřad (European Patent Office, EPO) má pobočku se zhruba 3 000 zaměstnanci v blízkém městě Rijswijku. V minulosti byl Haag také sídlem zaniklého Stálého dvora mezinárodní spravedlnosti.

## Pamětihodnosti
Ve středu města se nachází skupina historických budov Binnenhof, kde se schází nizozemský parlament a vláda. Přilehlý Mauritshuis je obrazárnou, ve které jsou vystavována díla malířů jako jsou Rembrandt van Rijn, Jan Vermeer (Diana s nymfami, Dívka s perlou, Pohled na Delft), Paulus Potter či Jan Steen. Před těmito budovami se rozkládá jezírko nazvané Hofvijver. V letech 2012 až 2014 prošla obrazárna Mauritshuis rozsáhlou rekonstrukcí a přístavbou, při které došlo k podzemnímu propojení původní vily s druhou budovou. Slavnostní znovuotevření se konalo 27. června 2014 za účasti krále Viléma-Alexandra.
Grote Kerk je kostel sv. Jakuba, který náleží spolu s Binnenhofem k nejstarším budovám v Haagu.
Palác Noordeinde je od roku 1984 oficiálním sídlem nizozemského panovníka, nyní krále Willema-Alexandra. Pro veřejnost je přístupná část parku, který k tomuto paláci přiléhá.
V Paláci míru (Vredespaleis), jehož stavba byla dokončena roku 1913, sídlí Mezinárodní soudní dvůr a Stálý rozhodčí soud.
Madurodam je areál s modely významných a typických staveb z celého Nizozemí v měřítku 1:25. Zahrnuje jak známé historické budovy, tak moderní architekturu, dopravní infrastrukturu a rekreační zázemí. Muzeum bylo otevřeno v roce 1952 a je průběžně rozšiřováno.
V Haagu se nachází několik velkých udržovaných parků. Jeden z nich je park Zorgvliet mezi čtvrťmi Staatenquartier a Scheveningen, kam je však vstup dovolen jen se zvláštní průkazkou. Westbroekpark se nalézá v Scheveningenu. Jeho součástí je Rosarium, což je zahrada s mnoha druhy růží z celého světa, která byla založena v roce 1961. Rozsáhlé jsou také tzv. Scheveningské lesíky (Scheveningse Bosjes), které vznikly na písčitých dunách mezi lety 1100 až 1400.

## Haag v literatuře

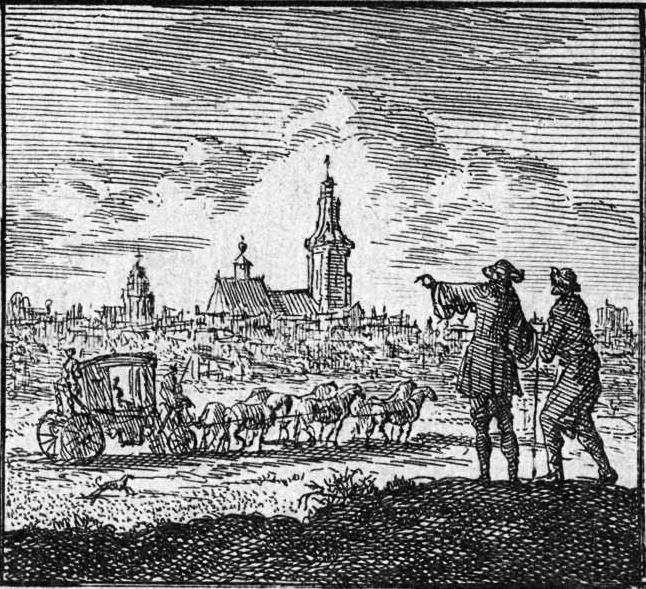
Haag (1700)

V roce 2004 vyšel v Nizozemsku „dokumentární román“ Annejet van der Zijlové Sonny Boy. Na základě archivních materiálů a doložených svědectví rekonstruuje neobyčejný příběh rodiny, která v Haagu za druhé světové války ukrývala Židy. Román získal v roce 2006 literární cenu Witte (Littéraire Witte Prijs), udělovanou od roku 1975 jednou za dva roky knize haagského autora nebo knize s haagskou tematikou. Sonny Boy byl přeložen do mnoha jazyků a v roce 2010 vyšel v nakladatelství Barrister & Principal také česky.

## Části města
- Centrum (více než 100 000 obyvatel)
- Escamp (přibližně 113 000)
- Haagse Hout (42 040)
- Laak (38 200)
- Leidschenveen-Ypenburg (40 000)
- Loosduinen (47 500)
- Scheveningen (56 000) – populární pobřežní letovisko s písečnými plážemi a přístavem využívaným turisticky a k rybolovu
- Segbroek (59 000)

## Osobnosti města
- Johanna Bavorská (asi 1356–1386), dcera vévody Albrechta I. Bavorského a Markéty Břežské, římská a česká královna jako první manželka Václava IV.
- Johan van Oldenbarnevelt (1547–1619), nizozemský státník, který hrál důležitou úlohu v boji Holanďanů za nezávislost na Španělsku
- Adrian de Vries (cca 1556–1626), manýristický sochař
- Mořic Nasavský (1567–1625), oranžský princ, místodržitel Spojených provincií nizozemských, druhý syn Viléma I. Oranžského
- Esaias van de Velde (1587–1630), krajinář
- Jan van Goyen (1596–1656), přední nizozemský krajinář 17. století
- Pieter Post (1608–1669), barokní architekt, malíř a grafik
- Christiaan Huygens (1629–1695), fyzik, matematik a astronom
- Žofie Hannoverská (1630–1714), falcká princezna, sňatkem hannoverská kurfiřtka, dědička anglického trůnu
- Baruch Spinoza (1632–1677), filozof
- Frederik Ruysch (1638–1731), anatom a botanik
- Maurits Post (1645–1677), barokní architekt
- Vilém III. Oranžský (1650–1702), se svou manželkou Marií II. Stuartovnou spolukrál Anglie, Irska a Skotska
- Rachel Ruyschová (1664—1750), malířka specializovaná na zátiší s květinami
- Jan van Gool (1685–1765), životopisec umělců a malíř
- Gabriel Fahrenheit (1686–1736), německý fyzik
- Dirk van der Aa (1731–1809), rokokový malíř
- Vilém V. Oranžský (1748–1806), poslední nizozemský místodržitel v letech 1751–1795
- Caroline Vanhove (1771–1860), francouzská herečka nizozemského původu, jedna z nejznámějších své doby
- Vilém I. Nizozemský (1772–1843), král Nizozemska, lucemburský velkovévoda a limburský vévoda, syn nizozemského místodržitele Viléma V. Oranžského
- Vilém II. Nizozemský (1792–1849), král Nizozemska, lucemburský velkovévoda a limburský vévoda
- Anna Pavlovna Ruská (1795–1865), ruská velkokněžna, dcera cara Pavla I. a Marie Fjodorovny, královna nizozemská jako manželka Viléma II. Nizozemského
- Tobias Michael Carel Asser (1838–1913), právník, nositel Nobelovy ceny míru
- Gerard Philips (1858–1942), fyzik, podnikatel a zakladatel Koninklijke Philips Electronics
- Albert Plesman (1889–1953), průkopník v letectví a spoluzakladatel nizozemské letecké společnosti KLM
- Jan Duiker (1890–1935), architekt
- Teo Jung (1892–1978), německý a později nizozemský novinář a esperantista
- Nikolaas Tinbergen (1907–1988), biolog a etolog
- Simon van der Meer (1925–2011), fyzik
- Remco Campert (1929–2022), básník a spisovatel povídek a románů
- Dick Advocaat (* 1947), fotbalový trenér a bývalý hráč
- Theo van Gogh (1957–2004), režisér, publicista, televizní producent a herec
- Arjen Lucassen (* 1960), kytarista, zpěvák, hudebník, multiinstrumentalista, textař a skladatel
- Robin Haase (* 1987), tenista
- Thiemo de Bakker (* 1988), tenista
- Raymond van Barneveld (*1967), profesionální hráč šipek, pětinásobný mistr světa

## Partnerská města
- Betlém, Palestinská autonomie
- Juigalpa, Nikaragua
- Nazaret, Izrael
- Palembang, Indonésie
- Surabaja, Indonésie
- Swansea, Wales, Velká Británie
- Turín, Itálie
- Varšava, Polsko
- Bratislava, Slovensko